# Sainte-Anne-sur-Gervonde
Sainte-Anne-sur-Gervonde é uma comuna francesa na região administrativa de Auvérnia-Ródano-Alpes, no departamento de Isère. Estende-se por uma área de 7,67 km². Em 2010 a comuna tinha 726 habitantes (densidade: 94,7 hab./km²).